# Michiko Hirayama
Michiko Hirayama (jap. 平山 美智子 Hirayama Michiko; * 14. Juli 1923 in der Stadt Tokio; † 1. April 2018 in Rom) war eine japanische Sängerin. Sie erlangte besondere Berühmtheit durch ihre Interpretation von Giacinto Scelsis „Canti del Capricorno“. Im Alter von 82 Jahren nahm sie den zwanzigteiligen Zyklus der Canti erstmals vollständig auf.

## Leben
Hirayama wurde 1923 in Tokio als Tochter zweier Anwälte geboren. Sie genoss eine gute Ausbildung. Ihre ersten musikalischen Einflüsse werden Komponist Fumio Hayasaka zugeschrieben. Sie studierte Musik an der Tokyo University of the Art, in Rom und Salzburg. Während ihrer Zeit in Italien machte sie im Jahr 1957 Bekanntschaft mit Giacinto Scelsi, der ihr später sein Werk „Canti del Capricorno“ (1962–1972) widmete und dessen Gesangswerke sie mit ihm zusammen größtenteils uraufführte. Das erste gemeinsame Werk „Hô“ wurde 1961 auf dem Musikfestival „Nuova Consonanza“ uraufgeführt.
Hirayama besitzt eine Partitur des „Canti del Capricorno“ mit Scelsis handschriftlichen Anmerkungen. Sie spielte eine entscheidende Rolle beim Entstehungsprozess des 20-teiligen musikalischen Zirkels. Im Jahr 2006, im Alter von 82 Jahren, entschied sich Hirayama dazu, die „Canti del Capricorno“ erneut einzusingen.
Hirayama ist berühmt für ihre „dreckige Stimme“, wie sie sie selbst beschreibt, und ihr Talent für musikalische Improvisation. Ihre Stimme umfasst vier Oktaven.